# Vladimir Belooussov
Pour les articles homonymes, voir Belooussov.
Vladimir Pavlovitch Belooussov (en russe Владимир Павлович Белоусов ; prononcer « Belo-oussov » ; retranscrit en anglais Vladimir Belousov) est un sauteur à ski soviétique, né le 14 juillet 1946 à Vsevolojsk.

## Palmarès

### Jeux olympiques
| Épreuve / Édition | Grenoble 1968 |
| Grand Tremplin    | Or            |

### Championnats du monde
| Épreuve / Édition | Vysoke Tatry 1970 |
| Petit Tremplin    | 6e                |